# Olga Adamsen
Olga Cecilia Axelina Adamsen, född Lundvall 23 mars 1862 i Stockholm, död 27 september 1948 på Höstsol i Täby, var en svensk skådespelare.

## Biografi
Olga Adansen, som var dotter till Carl Johan Lundvall och Charlotta Kristina Stolt, debuterade 18-årig som skådespelare på Nya Teatern, Stockholm. Hon turnerade med Emil Sundvalls teatersällskap och tillhörde även under en tid Frithiof Carlbergs sällskap. Senare anställningar var vid Folkteatern 1887–1888, Vasateatern 1888–1889 och vid Södra teatern 1889–1894. Hon gjorde ett uppehåll i scenkarriären för att återkomma 1897 till Albert Ranfts lyriska sällskap och efter ett mellanspel åren 1901–1902 hos Anna Hoffman-Uddgrens agentur, var hon i många år engagerad av Karin Swanström. Adamsen filmdebuterade 1911 i Anna Hofman-Uddgrens Blott en dröm. Under 1940-talet spelade hon vid Ernst Eklunds olika teaterföretag i Stockholm. 
Adamsen gifte sig 1893 med varietésångaren Emil Adamsen (1865–1896). Hon var syster till skådespelaren Agnes Clementsson.
Olga Adamsen är begravd på Norra begravningsplatsen utanför Stockholm.

## Filmografi
- 1911 – Blott en dröm
- 1925 – Damen med kameliorna
- 1926 – Flickan i frack
- 1930 – Ulla, min Ulla
- 1931 – Röda dagen
- 1931 – Brokiga blad
- 1932 – Landskamp
- 1933 – Kära släkten
- 1936 – Kungen kommer
- 1936 – Johan Ulfstjerna
- 1938 – Goda vänner och trogna grannar
- 1940 – En, men ett lejon!
- 1941 – I natt - eller aldrig

## Teater

### Roller (ej komplett)
| År   | Roll                         | Produktion                                                 | Regi           | Teater                  |
| ---- | ---------------------------- | ---------------------------------------------------------- | -------------- | ----------------------- |
| 1900 | Clairette                    | Zaza Pierre Berton och Charles Simon                       |                | Dramatiska Teatern      |
| 1923 | Ann Allaway, barnsköterska   | Eliza stannar Henry V. Esmond                              | Gösta Ekman    | Djurgårdsteatern        |
| 1923 | Maria Witter                 | Din nästas fästmö Adelaide Matthews och Anne Nichols       | Ernst Eklund   | Blancheteatern          |
| 1923 | Mamsell Rosennase, guvernant | Rika morbror August Blanche                                | Albert Ståhl   | Blancheteatern          |
| 1925 | Mrs Beam                     | En sensation hos Mrs Beam Charles Kirkpatrick Munro        | Ernst Eklund   | Blancheteatern          |
| 1927 | Cissie Gray                  | Guldgrävare Avery Hopwood                                  | Ernst Eklund   | Djurgårdsteatern        |
| 1927 | Donna Lucia d'Alvadorez      | Charleys tant Brandon Thomas                               | Elis Ellis     | Djurgårdsteatern        |
| 1928 | Signora Sini                 | Alla ha rätt Luigi Pirandello                              | Ernst Eklund   | Komediteatern           |
| 1928 | Fröken Marchand              | Den fångna Édouard Bourdet                                 | Ernst Eklund   | Komediteatern           |
| 1931 | Furstinnan                   | Lilla Katarina (La Petite Catherine) Alfred Savoir         | Ernst Eklund   | Komediteatern           |
| 1934 |                              | Tovaritch Jacques Deval                                    | Ernst Eklund   | Komediteatern           |
| 1935 |                              | Nöddebo prästgård Elith Reumert                            | Gösta Terserus | Komediteatern           |
| 1937 | Baronessan du Vernay         | Timmen H Pierre Chaine                                     | Ernst Eklund   | Komediteatern           |
| 1938 | Annika                       | Värmlänningarna Fredrik August Dahlgren och Andreas Randel | Ernst Eklund   | Skansens friluftsteater |